# 脈蛺蝶屬
脈蛺蝶屬（學名：Hestina）是閃蛺蝶亞科裡面的一個屬。物種主要分佈於東洋界。

## 物種
- 黑脈蛺蝶 （Hestina assimilis）
- 迪斯脈蛺蝶 （Hestina dissimilis）
- 迪文脈蛺蝶 （Hestina divona）
- 日本斜紋脈蛺蝶 （Hestina japonica）
- 佳脈蛺蝶 （Hestina jermyni）
- 綠脈蛺蝶 （Hestina mena）
- 擬脈蛺蝶 （Hestina mimetica）
- 蒺藜紋脈蛺蝶 （Hestina nama）
- 納脈蛺蝶 （Hestina namoides）
- 妮脈蛺蝶 （Hestina nicevillei）
- 謳脈蛺蝶 （Hestina ouvradi）
- 擬斑脈蛺蝶 （Hestina persimilis）
- 瓦特脈蛺蝶 （Hestina waterstradti）